# Nothobranchius bojiensis
Nothobranchius bojiensis – gatunek ryby z rzędu karpieńcokształtnych. Występuje w Kenii. Osiąga rozmiary do 6 cm długości. Bardzo trudny do utrzymania w akwarium.